# Temporada 1994-1995 del FC Barcelona
Les dades més destacades de la temporada 1994-1995 del Futbol Club Barcelona són les següents:
Campió de la Supercopa d'Espanya
Socis: 98.093

## 1995

### Maig
- 27 maig - 35a. jornada de Lliga. Un gol de Nadal dona la victòria al Barça enfront del Real Madrid (1-0). Laudrup, que tornava al Camp Nou amb la samarreta blanca de l'etern rival, és esbroncat durant tot el partit.

### Març
- 15 març - Copa d'Europa. Quarts de Final. Tornada. El Barça és eliminat de la Copa d'Europa pel Paris Saint-Germain FC que remunta un gol inicial de Bakero (2-1)
- 11 març - Jornada de Lliga. Derrota del Barça al Vicente Calderón (2-0) davant l'Atlètic de Madrid. L'equip de Cruyff decep un cop més i queda despenjat en la classificació.

## Plantilla
| - Josep Guardiola - Carles Busquets - Albert Ferrer - Sergi Barjuan - Xavier Escaich - Roger Garcia - Francesc Xavier Sánchez Jara - Guillermo Amor - Miquel Angel Nadal - José María Bakero - Txiki Begiristain - Eusebio Sacristán - Mariano Angoy |  |  | - Julen Lopetegi - Abelardo Fernández - Ivan Iglesias - José Mari - Ronald Koeman - Jordi Cruyff - Hristo Stòitxkov - Romário de Souza - Luis Cembranos - Gheorghe Hagi - Igor Korneyev |

- Entrenador:  Johan Cruyff

## Resultats
| PARTIDOS |
| --- |
| 4-9-1994 LIGA SPORTING DE GIJON-BARCELONA 2-1 10-9-1994 LIGA BARCELONA-RACING 2-1 17-9-1994 LIGA ESPANYOL-BARCELONA 0-0 24-9-1994 LIGA BARCELONA-COMPOSTELA 4-0 2-10-1994 LIGA ZARAGOZA-BARCELONA 2-1 8-10-1994 LIGA BARCELONA-ATLETICO DE MADRID 4-3 15-10-1994 LIGA VALENCIA-BARCELONA 1-2 23-10-1994 LIGA BARCELONA-TENERIFE 1-0 29-10-1994 LIGA REAL SOCIEDAD-BARCELONA 1-1 6-11-1994 LIGA BARCELONA-OVIEDO 1-0 19-11-1994 LIGA VALLADOLID-BARCELONA 1-3 27-11-1994 LIGA BARCELONA-SEVILLA 0-1 3-12-1994 LIGA BARCELONA-DEPORTIVO 1-1 11-12-1994 LIGA CELTA DE VIGO-BARCELONA 2-4 21-12-1994 LIGA BARCELONA-BETIS 1-1 7-1-1995 LIGA REAL MADRID-BARCELONA 5-0 15-1-1995 LIGA BARCELONA-LOGRONES 3-0 22-1-1995 LIGA ALBACETE-BARCELONA 2-2 28-1-1995 LIGA BARCELONA-ATHLETIC DE BILBAO 1-0 5-1-1995 LIGA BARCELONA-SPORTING DE GIJON 3-1 11-2-1995 LIGA RACING-BARCELONA 5-0 18-2-1995 LIGA BARCELONA-ESPANYOL 3-0 25-2-1995 LIGA COMPOSTELA-BARCELONA 1-2 5-3-1995 LIGA BARCELONA-ZARAGOZA 3-0 11-3-1995 LIGA ATLETICO DE MADRID-BARCELONA 2-0 19-3-1995 LIGA BARCELONA-VALENCIA 0-0 2-4-1995 LIGA TENERIFE-BARCELONA 2-1 9-4-1995 LIGA BARCELONA-REAL SOCIEDAD 1-1 16-4-1995 LIGA OVIEDO-BARCELONA 0-0 23-4-1995 LIGA BARCELONA-VALLADOLID 4-1 30-4-1995 LIGA SEVILLA-BARCELONA 4-2 6-5-1995 LIGA DEPORTIVO-BARCELONA 1-0 23-4-1995 LIGA BARCELONA-CELTA 1-1 21-5-1995 LIGA BETIS-BARCELONA 1-1 25-5-1995 LIGA BARCELONA-REAL MADRID 1-0 4-6-1995 LIGA LOGRONES-BARCELONA 1-4 10-6-1995 LIGA BARCELONA-ALBACETE 0-1 18-6-1995 LIGA ATHLETIC DE BILBAO-BARCELONA 0-2 7-2-1995 COPA DEL REY BARCELONA-ATLETICO DE MADRID 1-4 14-2-1995 COPA DEL REY ATLETICO DE MADRID-BARCELONA 1-3 27-8-1994 SUPERCOPA DE ESPANA ZARAGOZA-BARCELONA 0-2 30-8-1994 SUPERCOPA DE ESPANA BARCELONA-ZARAGOZA 4-5 15-11-1994 COPA DE CATALUNYA FIGUERES-BARCELONA 2-2 /5-4/ PENALS 14-9-1994 COPA DE EUROPA BARCELONA-GALATASARAY 2-1 28-9-1994 COPA DE EUROPA GÖTEBORG-BARCELONA 2-1 19-10-1994 COPA DE EUROPA MANCHESTER UNITED-BARCELONA 2-2 2-11-1994 COPA DE EUROPA BARCELONA-MANCHESTER UNITED 4-0 23-11-1994 COPA DE EUROPA GALATASARAY-BARCELONA 2-1 7-12-1994 COPA DE EUROPA BARCELONA-GÖTEBORG 1-1 1-3-1995 COPA DE EUROPA BARCELONA-PARIS SAINT GERMAIN 1-1 15-3-1995 COPA DE EUROPA PARIS SAINT GERMAIN-BARCELONA 2-1 2-8-1994 AMISTOSOS GRONINGEN-BARCELONA 5-5 3-8-1994 AMISTOSOS DE GRAAFSCHAP-BARCELONA 1-4 4-8-1994 AMISTOSOS LEVERKUSEN-BARCELONA 1-0 6-8-1994 AMISTOSOS PSV EINDHOVEN-BARCELONA 0-1 8-8-1994 AMISTOSOS FC UTRECHT-BARCELONA 2-2 10-8-1994 AMISTOSOS BAYERN DE MUNICH-BARCELONA 3-0 11-8-1994 AMISTOSOS PSV EINDHOVEN-BARCELONA 3-1 14-8-1994 TROFEO CIUDAD DE SALAMANCA ATLETICO DE MADRID-BARCELONA 1-2 14-8-94 TROFEO CIUDAD DE SALMANCA UD SALAMANCA - BARCELONA 1-2 15-8-1994 TROFEO CIUDAD DE OVIEDO REAL OVIEDO-BARCELONA 1-1 /5-3/ PENALS 18-8-1994 TROFEO NARANJA VALLADOLID-BARCELONA 0-1 19-8-1994 TROFEO NARANJA VALENCIA-BARCELONA 1-0 23-8-1994 TROFEO JOAN GAMPER BARCELONA-BRESCIA 4-0 24-8-1994 TROFEO JOAN GAMPER BARCELONA-VALENCIA 1-4 4-10-1994 AMISTOSOS ROMA-BARCELONA 3-3 12-10-1994 AMISTOSOS PREMIA-BARCELONA 1-4 8-11-1994 AMISTOSOS BLACKBURN ROVERS-BARCELONA 3-1 15-11-1994 COPA CATALUNYA FIGUERES-BARCELONA 2-2/5-4/ PENALTY 31-1-1995 AMISTOSOS WERDER BREMEN-BARCELONA 2-2 16-5-1995 AMISTOSOS LLEIDA-BARCELONA 2-2 21-6-1995 AMISTOSOS FIGUERES-BARCELONA 3-6 25-6-1995 AMISTOSOS SELECCION CATALANA-BARCELONA 5-2 |